# ウィークエンド東北
ウイークエンド東北（ウイークエンドとうほく）とは、NHK総合テレビジョンで1985年10月12日から毎週土曜日7:30〜8:00にNHK仙台放送局から東北6県に向けて放送している『NHKニュースおはよう日本』の地域情報番組である。
『NHKニュースワイド』の時代から放送している長寿番組でもある（放送開始時のタイトルは『ニュースワイド東北』。全国ニュースが『NHKモーニングワイド』になってから現在のタイトルに変更した）。ニュースのほか、週替わりで各県から4分半のリポートや東北小さな旅などを放送している。緊急放送時は休止又は短縮する。
2010年春の番組改編に伴い、放送時間が8時までに短縮され、同時に気象キャスターも登場しなくなったが、2015年度より青森・盛岡・秋田・山形・福島のローカル枠廃止で気象コーナーが復活。

## 現在の出演者

### キャスター
NHK仙台放送局アナウンサー
- 小野文明（2025年4月5日 - ）[1]

NHK仙台放送局契約キャスター
- 関根和子（2025年4月5日 - ）[1]

### 気象予報士
- 篠原正（2015年4月 - 2016年3月、2020年4月11日 - ）
- 乙藤亮平（2024年4月6日 - ）

## 過去の出演者
出演当時NHK仙台放送局アナウンサー
- 山本和之
- 小池徹鋭
- 田沢真
- 西澤洋和（ - 1998年3月28日）
- 石戸谷健一（1998年4月4日 - 2000年3月25日）
- 土橋大記（2000年4月1日 - 2002年3月30日）
- 北村紀一郎（2002年4月6日 - 2004年3月27日）
- 横尾泰輔（2004年4月3日 - 2006年4月1日）
- 津田喜章（2006年4月8日 - 2008年3月29日、不定期で出演する日もある）
- 岩元良介（2008年4月5日 - 2009年3月28日）
- 津田聰一朗（2009年4月4日 - 2010年3月27日）
- 肥土貴美男（2010年4月3日 - 2014年3月29日、1990年代以前も担当した時期があった。）
- 高橋篤史（2014年4月5日 - 2015年4月2日）
- 大嶋貴志（2015年4月4日 - 2018年3月31日）
- 勝呂恭佑（2018年4月7日 - 2020年3月28日）
- 手嶌真吾（2020年4月4日 - 2024年3月30日）[2]
- 大谷昌弘（2024年4月6日 - 2025年3月29日）[3]

出演当時NHK仙台放送局契約キャスター
- 黒田弘子（1991年4月6日 - 1994年4月3日）
- 鎌田香（1994年4月9日 - 1997年3月29日）
- 長谷川波香（1997年4月5日 - 2000年3月25日）
- 國井千絵（2000年4月2日 -2006年4月1日）
- 高橋久美子（2006年4月8日 - 2007年3月31日）
- 横山亜紀子（2007年4月7日 - 2008年3月29日）
- 齋暢子（元青森局契約：2008年4月5日 - 2011年3月5日）
- 土田優香（2011年4月 - 2012年3月31日）
- 飛田千鶴（2012年4月7日 - 2018年3月31日）
- 谷崎すずな（2018年4月7日 - 2020年3月28日）
- 深堀遥菜（2020年4月4日 - 2025年3月29日）[2]

気象予報士
- 西岡由美子
- 宮田望（2000年4月1日 - 2003年3月）
- 鈴木智恵（ - 2007年3月31日）
- 厚木富美子（2004年4月 - ）
- 永井友理（2003年4月）
- 勝又幸恵
- 吉田晴香（2018年4月7日 - 2020年3月21日）
- 関口元朝（2016年4月9日 - 2021年3月27日）
- 矢澤剛（2021年4月4日 - 2024年3月29日）[4]

## タイムテーブル

### 6:55 - 7:00（NHKニュースとして）
- 6:55 ニュース
- 6:58 気象情報

### 7:30 - 8:00
- 7:30 オープニング、その日の内容[注釈 1]
- 7:32 ニュース[注釈 2]
- 7:38 気象情報
- 7:40 ウィークエンドFACE（ウィークエンドフェイス）
- 7:50 各地の様子(3ヵ所)および東北ふかぼり（2021年9月11日から）[注釈 3]
- 7:52 交通情報（道路[注釈 4] [5]）
- 7:53 お出かけ天気
- 7:59 大好き東北 定禅寺しゃべり亭の予告[注釈 5]とエンディング

2009年度まで※2009年度までのタイムテーブル。正し7時台のタイムテーブルは現在のと基本的に同じなので8時台のタイムテーブルのみ本稿に掲載。
- 7:58 東北各地のイベント
- 8:01 東北各地の話題（2局）
- 8:04 交通情報（道路、鉄道）
- 8:07 気象情報（8時台まで放送されていたころの末期はBGMにゴンチチの「放課後の音楽室」が使用されていた。）
- 8:12 エンディング
  - なお、「ウィークエンド東北」として放送されるのは、7時30分からとなる。

## その他
- 2008年6月14日の放送は岩手・宮城内陸地震発生前だったが、6月21日と6月28日は内容の変更があった。
- 2009年5月9日の放送は朝6時ごろに「新型インフルエンザの国内感染者発生」のニュースが飛び込んだため、15分（実際は13分）短縮の8時までの放送となり、「東北小さな旅」は休止となった。
- 2010年12月4日の放送は東北新幹線全線開業日であるため、新青森駅から放送を行った。なお、気象情報以外は、道路交通情報と鉄道情報も含め全て新青森駅特設スタジオから伝えた。
- 2011年度は東北小さな旅が不定期になり、ウィークエンドFACEが放送されることが多くなった。
- 2013年4月13日の放送は淡路島南部で発生した震度6弱の地震の影響により、15分短縮の7時45分から8時までの放送となった。
- 2014年7月12日の放送は、早朝4時22分に発生した三陸沖の地震とそれに伴う津波注意報が発表（約2時間で解除）された事から、オープニングはBGMが流れず、番組タイトルとMCの氏名を表示するだけだった。
- 2016年3月26日の放送は、北海道新幹線開業により、大半の時間を新幹線関連の話題に充てた。また、気象情報も通常の東北地方の天気に加え、北海道内主要都市の週間予報も伝えた。
- 2018年8月18日は、東北地方のニュース（7時30分 - 7時35分）と被災地からの声（7時35分 - 8時）を放送したため、本番組は休止となった。
- 2021年7月24日から9月4日まで、東京オリンピック・パラリンピック中継および関連番組放送のため、本番組を休止し、「東北地方のニュース・気象情報」[注釈 6]として放送。